# Cooperation Jackson
Cooperation Jackson ist ein Netzwerk genossenschaftlicher Mitarbeiterunternehmen in Jackson, Mississippi (USA). Es beabsichtigt den Aufbau unabhängiger, aber vernetzter, demokratischer Unternehmen, um Arbeitnehmer und die vielfach verarmten oder arbeitslosen Einwohner schwarzer und hispanischer Gemeinschaften Jacksons zu stärken. Als Inspiration des Netzwerks dienten die spanische Mondragón Corporación Cooperativa (MCC) und die von W. E. B. Du Bois sowie in Collective Courage von Jessica Gordon Nembhard geschilderte, historische Genossenschaftskultur der Vereinigten Staaten.

## Historie
Cooperation Jackson gründete sich am 1. Mai 2014 und verfolgt die Vision einer radikaldemokratischen Stadt vernetzter Genossenschaften und unterstützender Einrichtungen. Vor der Gründung existierte bereits regionale Genossenschaftsverband Mississippi Association of Cooperatives, allerdings kaum genossenschaftliche Unternehmen. Kali Akuno, Mitgründer und Geschäftsführer einer Genossenschaft, beschrieb die Cooperation Jackson mit dem Ziel, die Solidarökonomie der Genossenschaften gegenüber klassischen Landwirtschafts- und Versorgungsgenossenschaften stärker in den städtischen Kontext einzubetten.
Dazu arbeitete das Bündnis mit lokalen Regierung und Administration zusammen und nahm öffentliche Posten ein. Im Zuge dessen kam es zwischenzeitlich zu Rechtsstreiten mit der Mississippi Legislature, austeritärer Haushaltspolitik und dem Versuch, die Regierung Jacksons sowie die Verwaltung öffentlicher Einrichtungen wie des Jackson–Medgar Wiley Evers International Airport aus kommunaler Aufsicht an den Gouverneur Mississippis zu übertragen. Besondere Herausforderung ist zudem die schwache Wirtschaftslage der Stadt im ärmsten Bundesstaat der USA.
Die Cooperation Jackson gilt als Fortführung später politischer Ansätze des 2014 verstorbenen Bürgermeisters von Jackson, Chokwe Lumumba, zur Revitalisierung der Stadt. Das Netzwerk ist Mitglied von Mutual Aid Disaster Relief (MADR).

## Jackson-Kush-Plan
Mitgründer Akuno beschrieb das Netzwerk als zentralen Bestandteil der Umsetzung des Jackson-Kush-Plans. Der ursprünglich durch die Malcolm-X-Graswurzelbewegung und die Bürgerversammlung Jacksons entwickelte Plan sieht Maßnahmen zur Etablierung eines starken Gemeinwesens, geteiltem Wohlstand, Stabilität, Diskriminierungsfreiheit und Wirtschaftsdemokratie in Jackson vor. Die drei Säulen des Plans stellen die Etablierung einer breit angelegten solidarischen Ökonomie, der Aufbau von Volksversammlungen, sowie eine unabhängige, schwarze Partei dar.
Die Organisatoren der Cooperation Jackson sind der Ansicht, das solidarisches Wirtschaften mit demokratischen Grundprinzipien eine Notwendigkeit für die lokale Entwicklung darstellen. Der Jackson-Kush-Plan beschreibt die Rolle dieses Wirtschaftsverständnisses als „Übergangsstrategie, um einen Sozialismus des 21. Jahrhunderts aufzubauen und den Kapitalismus mit Verarmung und erdrückenden sozialen Beziehungen als seinen Folgen zu überwinden“. Die direkte Demokratie der Bürgerversammlungen, ihre Wahlen und Kommunalverwaltung seien dazu gedacht, wechselseitig voneinander und einem starken genossenschaftlichen Ökosystem zu profitieren.

## Projekte

### Gegenseitige Hilfe
Die Cooperation Jackson fokussierte sich lange Zeit auf die Etablierung von Projekten zur gegenseitigen Hilfe. Das umfasste beispielsweise die Fertigung und Verteilung persönlicher Schutzausrüstung und das Einrichten einer Hotline zur Rechtsberatung für von Räumung bedrohte Mieter während der COVID-19-Pandemie. Die Mitglieder legten auf Brachen auch Gemeinschaftsgärten und Komposthügel an, um künftig 20.000 Menschen mit Bio-Lebensmitteln versorgen zu können.
2021 nahm das Netzwerk eine Kooperation mit dem Grassroots Center in Vermont auf, um einen Land Trust für regenerative Landwirtschaft mit indigenen Gruppen zu etablieren. Das Vorhaben soll auch als Fluchtort für mögliche Klimaflüchtlinge dienen, die aus anderen unbewohnbar gewordenen Teilen des Bundesstaates flüchten.

### Genossenschaften
Verschiedene Genossenschaften sind Mitglied der Cooperation Jackson. Dazu gehören unter anderem das Rasenpflegeunternehmen The Green Team, die Gemüsefarm Freedom Farms, die Druckerei The Center for Community Production, zu der auch 3D-Drucker gehören. Alle Genossenschaften beabsichtigten, die Gründe für Armut und Diskriminierung auszuräumen und ökologisch nachhaltig zu wirtschaften. Mit dem Balagoon Center existiert ein Gründerzentrum für Genossenschaften. Die Cooperation Jackson besitzt gut drei Hektar Land, die als Community Land Trust verwaltet werden.

## Medien

### Dokumentarfilme
- Cooperation Jackson. Building a Social and Solidarity Economy. Serie American Climate Rebels, Folge 11. Online verfügbar